# Novosad
Novosad (em húngaro: Bodzásújlak) é um município da Eslováquia, situado no distrito de Trebišov, na região de Košice. Tem 15,26 km² de área e sua população em 2018 foi estimada em 1.018 habitantes.

## Demografia
| Ano:        | 1994 | 2004    | 2014   | 2024   |
| ----------- | ---- | ------- | ------ | ------ |
| Broj ljudi: | 921  | 1031    | 1027   | 1040   |
| Razlika:    |      | +11,94% | -0,38% | +1,26% |

| Ano:               | 2023 | 2024   |
| ------------------ | ---- | ------ |
| Número de pessoas: | 1019 | 1040   |
| Diferença:         |      | +2,06% |